# Раца, Драган
Драган Раца (серб. Драган Раца; род. 3 марта 1961, Босанско-Грахово, Югославия) — сербский баскетболист и главный тренер национальной баскетбольной команды Македонии.
Продвинулся по карьерной лестнице на Кипре, в Ливане и в Китае. Тренировал сборную Ливана на чемпионате мира 2007.

## Образование
Имеет почетную докторскую степень университета "Альфа БК". Окончил баскетбольный университет Белграда, университет математики и естественных наук в Белграде.
Владеет русским, английским, греческим языками и языком бывшей Югославии.

## Игровая карьера
Раца, Драган за время карьеры играл в следующих баскетбольных клубах: "Кипр Арис", "АЕК", "Керавнос" и "AEL". Также он выступал за национальную сборную Кипра (1994–1999).

## Достижения
Трижды лучший бомбардир первого дивизиона лиги бывшей Югославии.
Четыре раза был признан лучшим бомбардиром первого дивизиона Кипра и лучшим бомбардиром в истории кипрского баскетбола.

## Тренировочная карьера
Кипр
- AEL (A1) 2002—2005 гг.

Ливан
- Hekmeh BC (A1) 2005 г.

Греция
- Ираклис (А1) 2005—2006 гг.

Кипр
- Апоэль (A1) 2007 г.

Греция
- Олимпия Патра (A1) 2008 г.

Кипр
- AEL (A1) 2009 г.

Китай
- Гуанчжоу FREE MAN NBL, (2010—2013).
- Чунцин FLY DRAGONS CBA, (2013—2015).
- Пекин, FLY DRAGONS CBA, (2015—2018).

Национальная сборная
- Национальный тренер Кипра 2004—2005.
- Национальный тренер Ливана 2007, 2009.
- Национальный тренер Македонии 2016—2017.

Он выиграл золотую медаль на европейской олимпиаде в Андорре (июнь 2005 года, без проигрыша).
2007: Обладатель серебряной медали на 16-м чемпионате Азии в Японии.
Обладатель Серебряной медали на Международном турнире  Кубка Уильяма Джонса(Китай, 2007).

## Награды
- Лучший новичок Fiba Coach Europe — номинирован FIBA в 2003 году.
- Лучший европейский FIBA COACH — официально назначенный ФИБА в Мюнхене (июнь 2004 года).
- Лучший тренер года Eurobasket All All League (2004).
- Тренер европейской команды (Вся звездная игра) Европа против остальной части мира — Киев 2004.
- Тренер европейской команды (Все звездные игры) Европа против остального мира — Никосия 2005.
- Победитель Суперлиги ФИБА Азиатский 2005/2006.
- Лучший тренер Суперлиги ФИБА Азиатский 2005/2006.
- Его метод физической подготовки официально одобрен Университетом Индианы в США.

## Книги
Раца, Драган написал несколько книг о баскетболе.
- Первая - «Баскетбол» (1998) была переведен на восемь языков и продана тиражом 68000 экземпляров. Все доходы от книги Драган пожертвовал на благотворительность, а именно, международной организации «SOS Children's Villages», созданной для помощи детям-сиротам.
- Скаутинг (книга) (1999).
- "Физическая подготовка профессиональных команд "(2000).
- "Баскетбол" (2001).
- "Технический анализ правонарушений" (2008).
- "Оборонный технический анализ" (2008).
- "Скаутский анализ" (2008).
- "Баскетбольный анализ" (2013).
- "Баскетбольный лагерь" (2013).
- "MTM Баскетбольная защита" (2014).
- "Развитие баскетбольной команды" (2016 год).
- "Развитие баскетбольного игрока" (2017).